# Галлимим
Галлими́м, или галлими́мус (лат. Gallimimus) — род всеядных динозавров из семейства орнитомимид (Ornithomimidae), ископаемые остатки которых найдены в верхнемеловых (поздний кампан и/или ранний маастрихт) отложениях нэмэгэтинской свиты (Монголия). Отдельные особи галлимима достигали 8 метров в длину, что делает его одним из самых крупных известных орнитомимид. Известно множество ископаемых остатков особей галлимима, начиная с детёнышей ростом в 0,5 метра в бедре и заканчивая взрослыми животными с высотой в бедре около 2 метров.

## Открытие

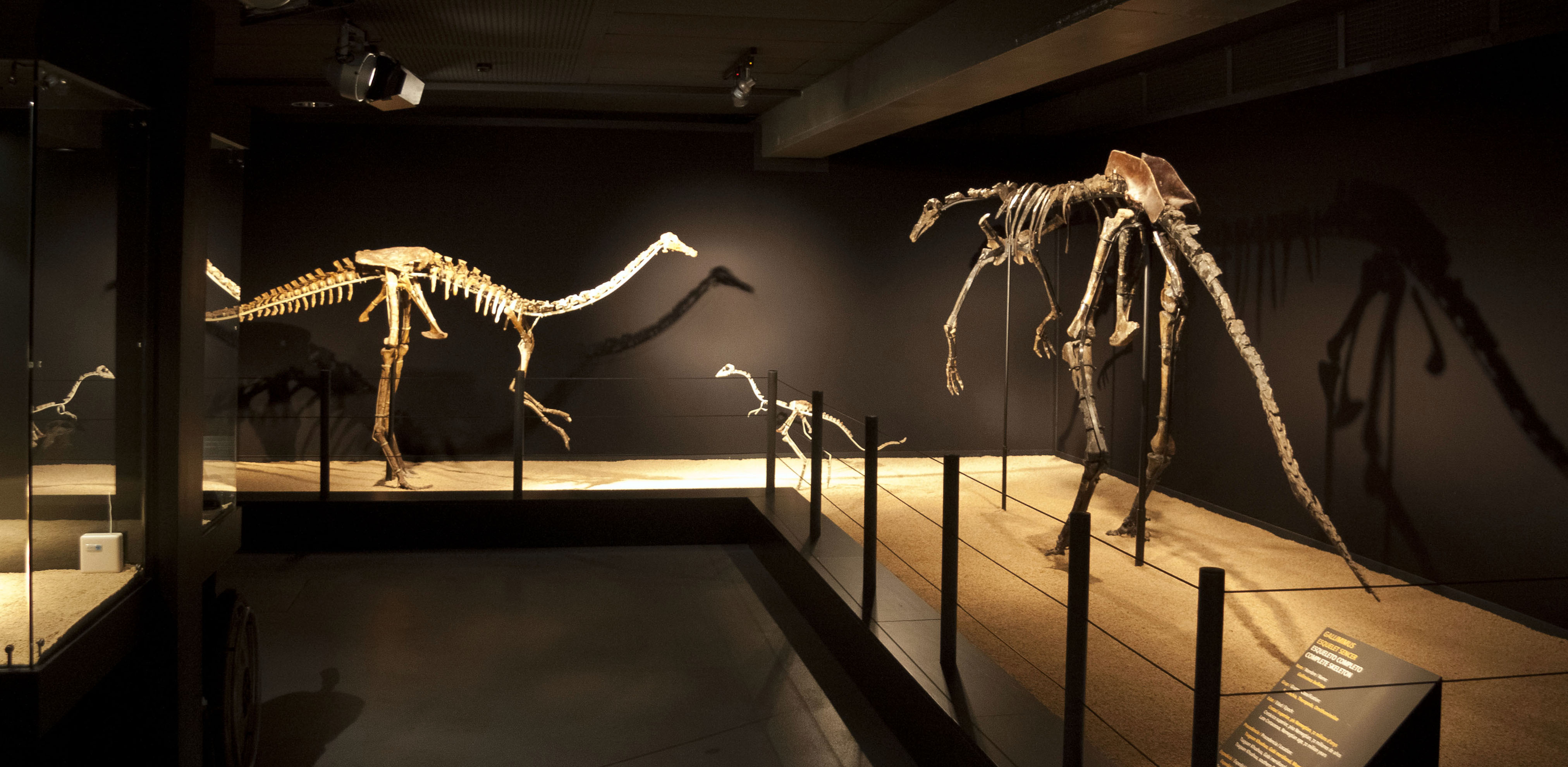
Группа скелетов галлимимов

Первые ископаемые остатки этого динозавра были обнаружены в начале августа 1963 года группой исследователей под руководством профессора Зофьи Келан-Яворовской в Цаган Хушу во время польско-монгольской экспедиции в пустыне Гоби в Монголии. О находке она сообщила в 1965 году. В 1972 году ископаемые остатки назвали и описали палеонтологи Ринчен Барсболд, Хальшка Осмульская и Ева Роневич. Единственным видом является Gallimimus bullatus. Родовое наименование происходит от лат. gallus — «петух» и mimus — «мим, имитатор», с отсылкой на невральные дуги передней части шейных позвонков, которые напоминают таковые у курообразных. Видовой эпитет происходит от латинского bulla — волшебной капсулы, которую носила на шее молодёжь Древнего Рима, имея в виду выпуклые набухания на нижней стороне парасфеноидной кости.
Типовой образец, IGM 100/11, состоит из частичного скелета, включающего череп и нижнюю челюсть. Были описаны также несколько других скелетов, в том числе, принадлежащих неполовозрелым особям, а также отдельные кости.
Второй вид, о котором в 1996 году объявил Барсболд, «Gallimimus mongoliensis», основанный на образце IGM 100/14 из формации Bayanshiree, никогда не был официально соотнесён с этим родом, однако может представлять новый, неназванный ныне род орнитомимидов.

## Описание

Сравнение размеров галлимима и человека

Внешне галлимим очень напоминал страуса: маленькая голова, большие круглые глаза, беззубый клюв, длинная шея, короткие передние и длинные задние лапы, длинный хвост. Характерной особенностью при определении галлимима является отчётливо короткая дальняя часть передней конечности по отношению к длине плечевой кости по сравнению с прочими орнитомимидами. Хвост использовался в качестве противовеса. Длина до 6 метров, вес оценивается в 450 кг. Глаза расположены по бокам головы, что означает, что галлимим не обладал бинокулярным зрением. Подобно большинству современных птиц и тероподов, он имел полые кости. Галлимим обладал рядом особенностей для хорошего бега: мощной подвздошной костью, тяжёлым основанием хвоста, длинными конечностями, длинными берцовыми и плюсневыми костями и короткими пальцами, однако неизвестно, насколько быстро он мог бегать. Передние и задние конечности относительно короче, чем у родственных видов динозавров. Все орнитомимиды имели удлинённые черепа, но череп галлимима был особенно длинным, вследствие удлинённой передней части морды. Мордочки неполовозрелых особей были значительно короче.
Норвежский исследователь Йорн Хурум в 2001 году опубликовал подробное описание полной нижней челюсти Gallimimus bullatus. Он заметил, что составляющие челюсть кости были «тонкими, как бумага», и исправил незначительные ошибки, допущенные в предыдущих описаниях нижней челюсти животного. Он также отметил, что жёсткий внутречелюстной сустав предотвращает любые движения между передней и задней частями нижней челюсти.

## Клюв и палеоэкология

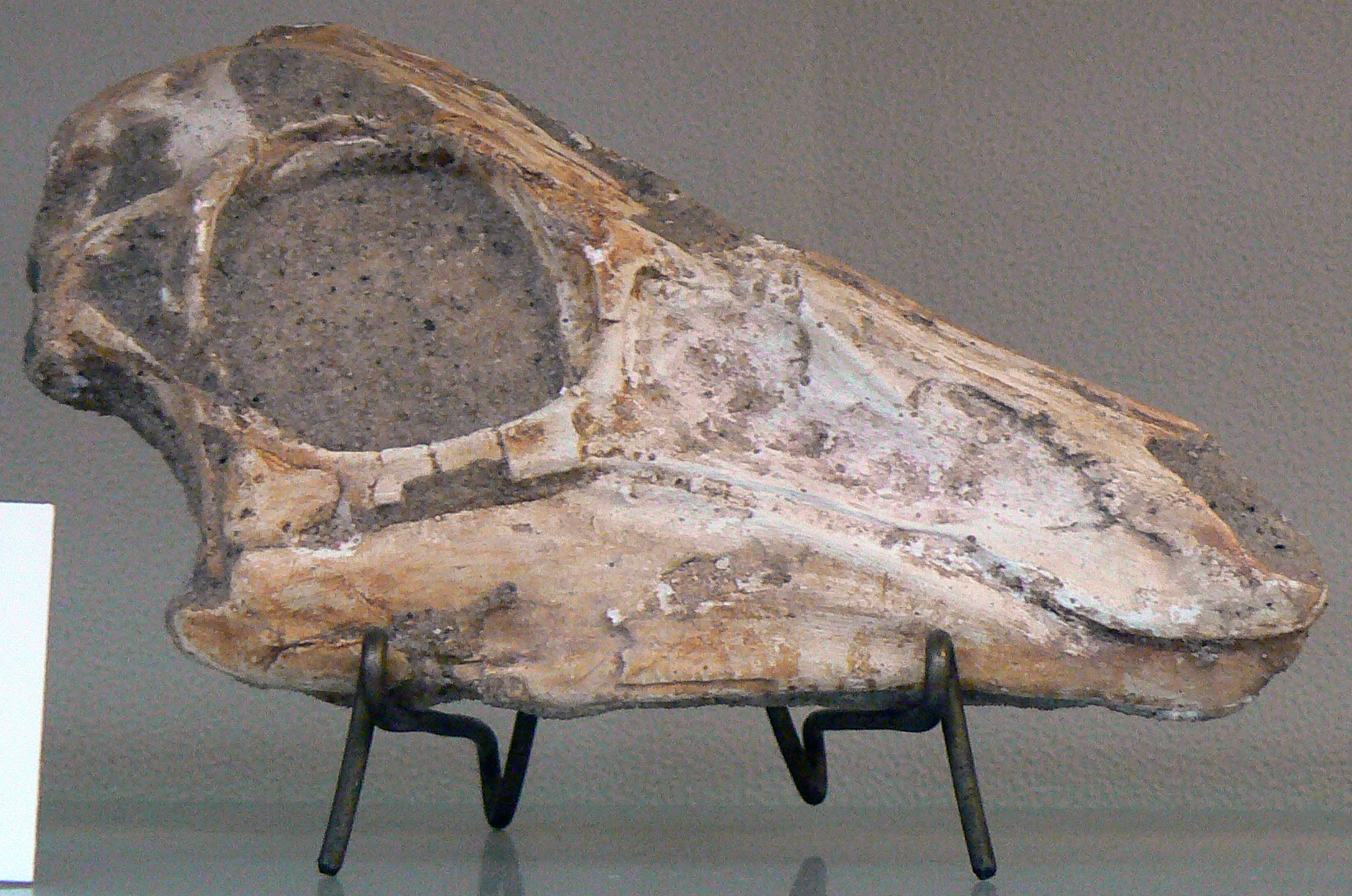
Череп

Привычки питания орнитомимидов вызывают много споров. Изначально исследователи считали, что галлимимы охотились на маленьких животных, используя для захвата длинные лапы. Более поздние версии включали всеядность и травоядность.
В 2001 году Норелл и его коллеги сообщили об образце галлимима (IGM 100/1133), черепе с сохранёнными мягкими тканями. Этот образец, а также ещё один новый ископаемый череп орнитомима, имел ороговевший клюв с вертикальными желобками, выступающими из костистой верхней челюсти. Эти структуры напоминают ламеллы у уток, при помощи которых они процеживают воду, вылавливая маленькие съедобные частицы растений, фораминифер, моллюсков и остракод. Исследователи также отметили, что орнитомимиды в изобилии жили в умеренно влажных зонах и реже в засушливых условиях, и предположили, что они, возможно, зависели от  источников пищи, связанных с водой, которую им нужно было фильтровать. Они отметили, что примитивные орнитомимиды имели хорошо развитые зубы, в то время как продвинутые формы были беззубыми и, вероятно, не могли кормиться крупными животными.
Одно более позднее исследование поставило под сомнение выводы Норелла. Барретт в 2005 году отметил, что вертикальные выступы видны на внутренней поверхности клюва строго растительноядных черепах, а также гадрозавра эдмонтозавра. Барретт также предложил расчёты того, сколько энергии может быть получено от питания посредством фильтрации, а также оценки вероятных энергетических потребностей такого большого животного, как галлимим. Он пришёл к выводу, что растительная пища была более вероятным источником питания.
Скальные породы Немегтской свиты предполагают наличие потоков и русел рек, илистых и мелких озёр. Отложения также свидетельствуют об обильной среде обитания, предоставлявшей разнообразную пищу в больших количествах, которую потребляли большие динозавры мелового периода. Указывается, что в местах обитания животного зима была холодной.
Галлимим становился добычей молодых особей Alioramus altai, Tarbosaurus bataar и взрослых особей Saurornithoides junior.

## Филогения

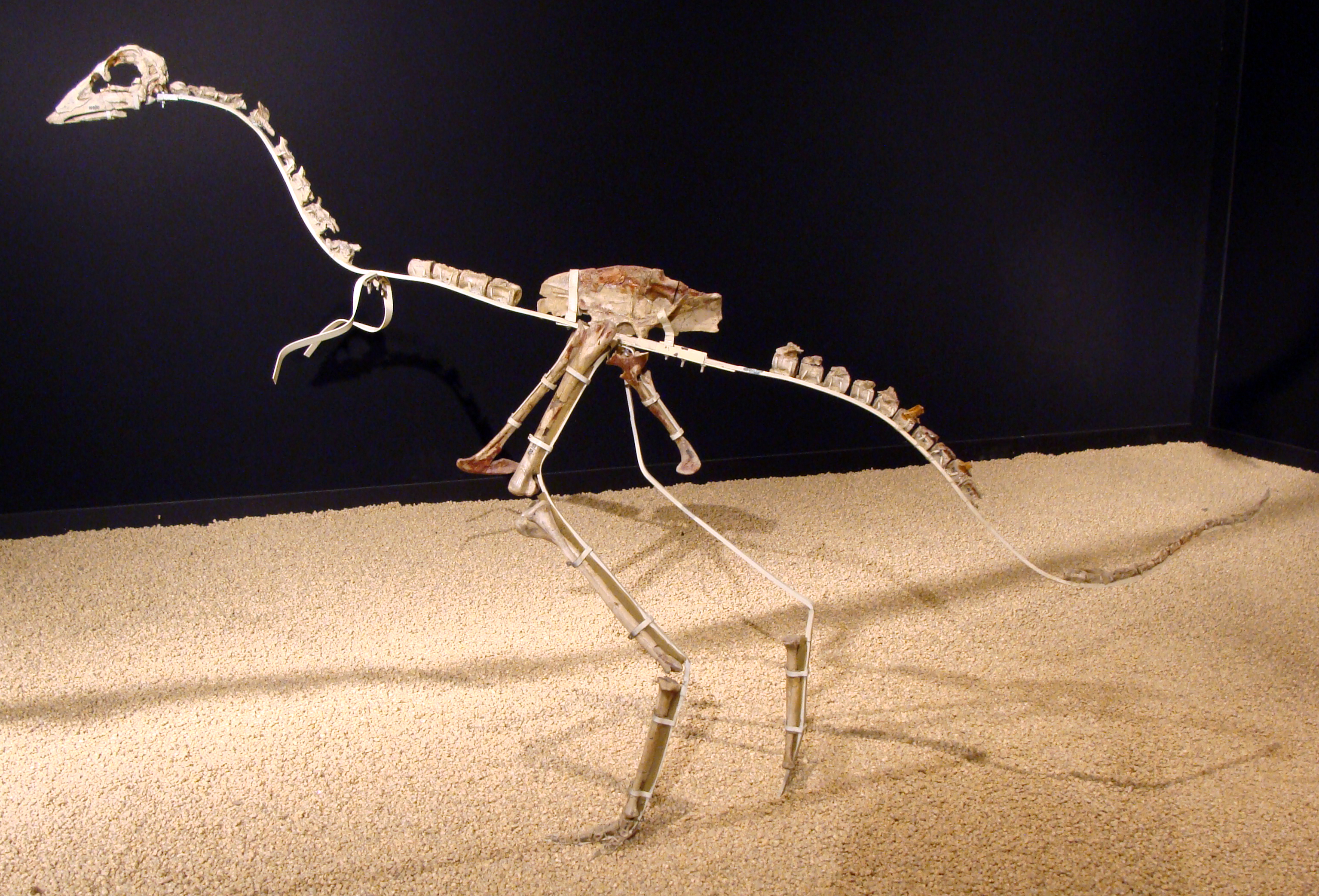
Детёныш Gallimimus bullatus

Галлимим был причислен к семейству Ornithomimidae в 1972 году. Это подтвердили и недавние кладистические анализы.
Приведённая ниже кладограмма основана на исследовании Xu et al., 2011.

|  | Anserimimus |
|  |             |
|  | Gallimimus  |
|  |             |

|  | Qiupalong                                                      |
|  |                                                                |
|  | \| \| Struthiomimus \| \| \| \| \| \| Ornithomimus \| \| \| \| |
|  |                                                                |
|  | Struthiomimus                                                  |
|  |                                                                |
|  | Ornithomimus                                                   |
|  |                                                                |

|  | Struthiomimus |
|  |               |
|  | Ornithomimus  |
|  |               |

|  | Anserimimus |
|  |             |
|  | Gallimimus  |
|  |             |

|  | Qiupalong                                                      |
|  |                                                                |
|  | \| \| Struthiomimus \| \| \| \| \| \| Ornithomimus \| \| \| \| |
|  |                                                                |
|  | Struthiomimus                                                  |
|  |                                                                |
|  | Ornithomimus                                                   |
|  |                                                                |

|  | Struthiomimus |
|  |               |
|  | Ornithomimus  |
|  |               |

|  | Anserimimus |
|  |             |
|  | Gallimimus  |
|  |             |

|  | Qiupalong                                                      |
|  |                                                                |
|  | \| \| Struthiomimus \| \| \| \| \| \| Ornithomimus \| \| \| \| |
|  |                                                                |
|  | Struthiomimus                                                  |
|  |                                                                |
|  | Ornithomimus                                                   |
|  |                                                                |

|  | Struthiomimus |
|  |               |
|  | Ornithomimus  |
|  |               |

|  | Anserimimus |
|  |             |
|  | Gallimimus  |
|  |             |

|  | Qiupalong                                                      |
|  |                                                                |
|  | \| \| Struthiomimus \| \| \| \| \| \| Ornithomimus \| \| \| \| |
|  |                                                                |
|  | Struthiomimus                                                  |
|  |                                                                |
|  | Ornithomimus                                                   |
|  |                                                                |

|  | Struthiomimus |
|  |               |
|  | Ornithomimus  |
|  |               |

|  | Anserimimus |
|  |             |
|  | Gallimimus  |
|  |             |

|  | Qiupalong                                                      |
|  |                                                                |
|  | \| \| Struthiomimus \| \| \| \| \| \| Ornithomimus \| \| \| \| |
|  |                                                                |
|  | Struthiomimus                                                  |
|  |                                                                |
|  | Ornithomimus                                                   |
|  |                                                                |

|  | Struthiomimus |
|  |               |
|  | Ornithomimus  |
|  |               |

|  | Anserimimus |
|  |             |
|  | Gallimimus  |
|  |             |

|  | Qiupalong                                                      |
|  |                                                                |
|  | \| \| Struthiomimus \| \| \| \| \| \| Ornithomimus \| \| \| \| |
|  |                                                                |
|  | Struthiomimus                                                  |
|  |                                                                |
|  | Ornithomimus                                                   |
|  |                                                                |

|  | Struthiomimus |
|  |               |
|  | Ornithomimus  |
|  |               |

|  | Anserimimus |
|  |             |
|  | Gallimimus  |
|  |             |

|  | Qiupalong                                                      |
|  |                                                                |
|  | \| \| Struthiomimus \| \| \| \| \| \| Ornithomimus \| \| \| \| |
|  |                                                                |
|  | Struthiomimus                                                  |
|  |                                                                |
|  | Ornithomimus                                                   |
|  |                                                                |

|  | Struthiomimus |
|  |               |
|  | Ornithomimus  |
|  |               |

|  | Anserimimus |
|  |             |
|  | Gallimimus  |
|  |             |

|  | Qiupalong                                                      |
|  |                                                                |
|  | \| \| Struthiomimus \| \| \| \| \| \| Ornithomimus \| \| \| \| |
|  |                                                                |
|  | Struthiomimus                                                  |
|  |                                                                |
|  | Ornithomimus                                                   |
|  |                                                                |

|  | Struthiomimus |
|  |               |
|  | Ornithomimus  |
|  |               |

## В культуре
Галлимимы фигурируют в одной из сцен фильма 1993 года «Парк юрского периода». В этом эпизоде они бегут слаженно, как стая наземных птиц, что замечает Алан Грант (которого сыграл Сэм Нил). Также во время этого стадного бегства из засады одного из галлимимов съедает тираннозавр.
Галлимим — одно из существ в компьютерной игре «ARK Survival Evolved».
Галлимим является одним из видов в игре «Эволюция. Игра разумной жизни» от Discovery Channel Multimedia. В порядке игрового допущения он представлен как альтернативный предок птиц: из этого вида можно вывести ихтиорниса.